# Роберт Лукас
Роберт Лукас (енгл. Robert Lucas, Jr.; Јакима, 15. септембар 1937 — Чикаго,  15. мај 2023) био је амерички економиста, добитник Нобелове награде.
Дипломирао је историју 1959. и докторирао економију 1964. године на Универзитету Чикаго, под утицајем Милтона Фридмана. После дужег запослења на Универзитету Карнеги-Мелон, од 1975. године ради као професор на Универзитету Чикаго.
Лукас је предводник тзв. Нове класичне економије, једне школе мишљења у макроекономској теорији ослоњене на фундаменте неокласичне, чикашке традиције у економији. Лукас је одиграо главну улогу у развоју ове школе развијајући концепт рационалних очекивања. Основни налаз је да ће многе економске политике усмерене на повећање економске активности бити неефикасне, јер ће економски актери променити своје понашање и неутралисати утицај предузете мере. Најважнији израз ове школе је теорија реалних привредних циклуса. Ова школа је током 1980-их година докрајчила доминацију кејнзијанске ортодоксије и подстакла његову еволуцију у нови кејнзијанизам.
Лукас је дао важне доприносе и теорији инвестиција (са концептом маргиналних трошкова прилагођавања), теорији ендогеног раста (са концептом људског капитала) и теорији утврђивања цена имовине (са концептом плаћања унапред). Најпознатији је по тзв. Лукасовој критици макроекономских модела (1976), када је показао да се параметри модела мењају у зависности од мера економске политике и тако их чине неупотребљивим за анализе ефеката. Ово је практично уништило целу дисциплину моделирања националних привреда.
Нобелову награду за економију добио је 1995. године „за развој и примену хипотезе о рационалним очекивањима и, стога, за трансформисање макроекономске анализе и продубљивање нашег разумевања економске политике” (из образложења). 